# Danuta Stenka

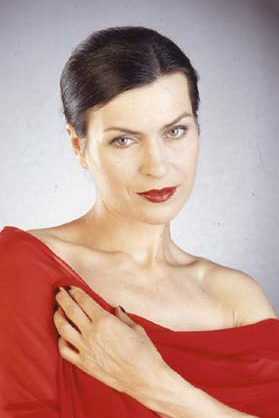
Danuta Stenka (2008)

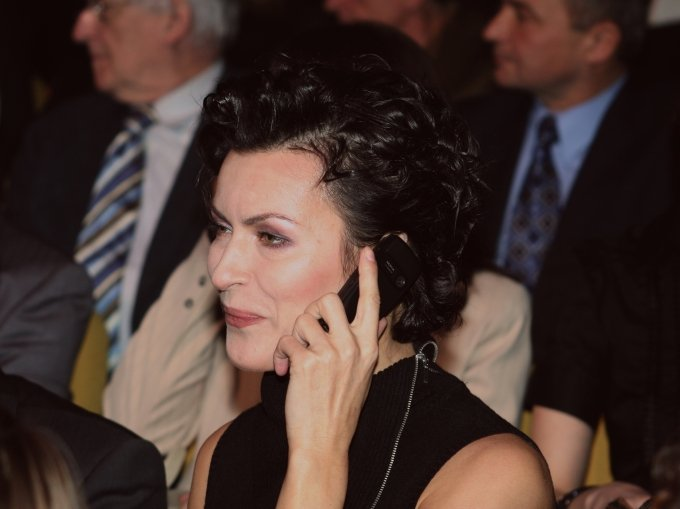
Danuta Stenka (2005)

Danuta Stenka (* 10. Oktober 1961 in Sierakowice) ist eine polnische Schauspielerin.

## Leben
Danuta Stenka absolvierte ein Schauspielerstudium in Danzig. Anschließend wirkte sie als Theaterschauspielerin in Stettin (1984–1988), dann in Posen und in Warschau. Sie ist eine Schauspielerin, die durch ihre Hauptrolle in der romantischen Filmkomödie Niemals im Leben 2004 zu den populärsten Schauspielerinnen in Polen avancierte. Niemals im Leben ist die Verfilmung des gleichnamigen Bestsellers von Katarzyna Grochola (in Deutschland erschienen unter dem Titel Die himmelblaue Stunde), der verglichen wird mit den Tagebüchern der Bridget Jones. Danuta Stenka wird durch die Verfilmung auch als polnische Bridget Jones bezeichnet. Im Jahr 2003 wurde sie zudem für ihre Rolle der George Sand in Jerzy Antczaks Drama Chopin – Sehnsucht nach Liebe mit dem Polnischen Filmpreis als Beste Hauptdarstellerin ausgezeichnet. Fünf Jahre später erhielt sie dieselbe Auszeichnung als Beste Nebendarstellerin für Andrzej Wajdas Oscar-nominiertes Kriegsdrama Das Massaker von Katyn.

## Filmografie (Auswahl)
- 1995: Lagodna
- 1995: Die Verwandlungsmaschine (Maszyna zmian)
- 1997: Glückliches New York (Szczęśliwego Nowego Jorku)
- 1997: Unser fremdes Kind (Cudze szczęście)
- 2001: L’Homme des foules
- 2001: Quo vadis?
- 2002: Chopin – Sehnsucht nach Liebe (Chopin. Pragnienie miłości)
- 2004: Niemals im Leben
- 2007: Ryś – Regie: Stanisław Tym
- 2007: Das Massaker von Katyn (Katyń)
- 2011: Daas
- 2011: Der Tod im Kreis (Uwikłanie)
- 2015: Polizeiruf 110 – Grenzgänger
- 2015: Chemo (Chemia)
- 2020: The Hater
- 2020: König der Raben
- 2021: Bartkowiak
- 2024: Die Akademie des Meisters Klex (Akademia pana Kleksa)